# قبرستان گور خمره‌ای شمشیر
قبرستان گور خمره‌ای شمشیر در شهرستان پاوه، بخش مرکزی، روستای شمشیر واقع شده و این اثر در تاریخ ۱۱ مرداد ۱۳۸۴ با شمارهٔ ثبت ۱۲۴۷۵ به‌عنوان یکی از آثار ملی ایران به ثبت رسیده است.